# Kanawha County
Kanawha County är ett county i västra delen av delstaten West Virginia i USA. År 2010 hade countyt 193 063 invånare. Den administrativa huvudorten (county seat) är Charleston. 

## Geografi
Enligt United States Census Bureau så har countyt en total area på 2 359 km². 2 339 km² av den arean är land och 20 km² är vatten. 

### Angränsande countyn
- Roane County - nord
- Clay County - nordöst
- Nicholas County - öst
- Fayette County - öst
- Raleigh County - sydöst
- Boone County - syd
- Lincoln County - sydväst
- Putnam County - väst
- Jackson County - nordväst

### Städer och samhällen
- Belle
- Cedar Grove
- Charleston
- Chesapeake
- Clendenin
- Dunbar
- East Bank
- Glasgow
- Handley
- Jefferson
- Marmet
- Montgomery (delvis)
- Nitro (delvis i Putnam County)
- Pratt
- South Charleston
- St. Albans